# 青岛邮便局大和町所
36°04′45.7″N 120°19′28.3″E / 36.079361°N 120.324528°E
青岛邮便局大和町所，为青岛第一次日占时期（1914-1922）邮政机构青岛邮便局的分支机构，其旧址位于中国山东省青岛市市北区德平路1号，建于1922年，俗称“辽宁路邮电局”，现为市北区不可移动文物。

## 历史
青岛第一次日占时期的邮政管理机构青岛邮便局至1922年在市区内及周边已有13处分支机构，其中大和町所邻近大和町（今包头路及热河路）及若鹤町（今辽宁路）西段、小鲍岛一带的日侨商住街区。青岛邮便局大和町所建筑建于1922年3月，同年12月青岛回归后，北洋政府交通部赎买接收原青岛邮便局设施，该楼仍由邮政机构所使用。1949年青岛解放后长期为青岛邮电局辽宁路支局所使用，因此又称“辽宁路邮电局”。2000年代初至2010年代，辽宁路周边地带陆续拆除改造，该楼如今为辽宁路原日侨商住区少数保存的日本建筑之一。2000年代，辽宁路邮政支局迁至热河路28号，原楼改为商铺，约2021年以后闲置至今。2000年，该建筑以“日本青岛邮局大和町所旧址”之名列入第一批青岛市历史优秀建筑名单。2013年1月10日，该建筑列入市北区第三次全国文物普查新发现的不可移动文物名录。

## 建筑
青岛邮便局大和町所旧址占地面积1284平方米，建筑面积482.12平方米，砖石结构，地上2层，地下1层。花岗岩砌基，水刷石灰墙面，东南角檐口起三角山墙，西南角墙体弧形抹角，上方女儿墙有花纹石块装饰。正门南向，通向一层营业厅，营业厅面积约100平方米，高4米。外墙开窄窗，顶部与底部均有压条石。东侧另开一门通往二层办公区域。

## 图集
- 东南角，2014年1月
- 西南角，2016年2月